# طابع عيد الميلاد
طابع عيد الميلاد، هو طابع بريد يحمل صورة ترمز إلى عيد الميلاد، وهو مخصص للاستخدام على البريد الموسمي مثل بطاقات عيد الميلاد. تُصدر العديد من دول العالم مثل هذه الطوابع، وهي طوابع بريد عادية (على عكس بطاقات عيد الميلاد) وعادةً ما تكون صالحة للاستخدام على مدار العام (في بعض البلدان تكون قيمتها مخفضة وتستعمل حصرياً للصقها على بطاقات عيد الميلاد). وعادةً ما تطرح للبيع في وقت ما بين أوائل شهر أكتوبر وأوائل شهر ديسمبر، وتطبع بكميات كبيرة.

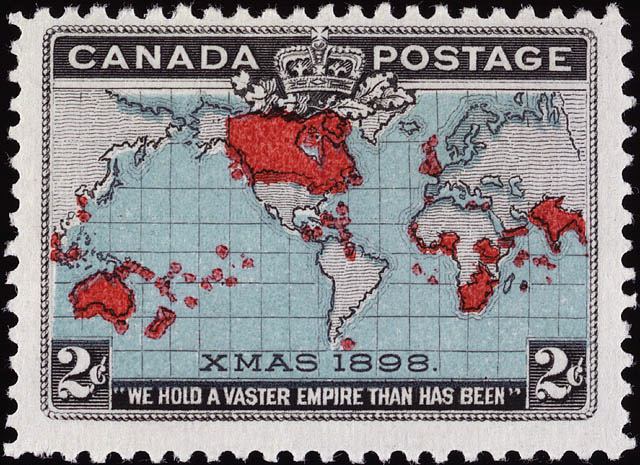
طابع بريد يحمل صورة ترمز إلى عيد الميلاد، صدر في كندا 1898

## خلفية تاريخية
لا يعرف متى كان أول طابع بريد لعيد الميلاد. فطابع الخريطة الكندية لعام 1898 يحمل نقش "XMAS 1898"، ولكنه في الواقع صدر بمناسبة تدشين سعر طابع البريد الإمبراطوري الذي يحمل قيمة بنس واحد. وقد ذُكر منذ فترة طويلة أن العلاقة بعيد الميلاد كانت نتيجة تفكير سريع؛ فقد كان ويليام مولوك يقترح إصداره في 9 نوفمبر «لتكريم الأمير» (يقصد أمير ويلز)، ولكن عندما سألت الملكة فيكتوريا «أي أمير؟» بطريقة مستاءة، أدرك مولوك الخطر، وأجاب «لماذا يا سيدتي، أمير السلام.».
في عام 1935، أُصدر للقوات البريطانية المتمركزة في مصر طابع بريد بمناسبة عيد الميلاد للاستعمال في بريدهم إلى الوطن. ولسنوات عديدة لم تكن هذه الطوابع مدرجة في كتالوجات ستانلي جيبونز، حيث صنفوها على أنها «ختم» وليست طابع بريد، ولكنها أُدرجت بشكل صحيح منذ منتصف عقد الستينيات لأنها كانت مدفوعة مسبقًا بالبريد، وبالتالي فهي طوابع عادية رغم نقش «طابع رسالة»، وبالتالي يجب اعتبارها أول طابع يصدر صراحةً للاحتفال بعيد الميلاد. وعلى غرار طوابع اليوبيل الفضي التي صدرت قبل ذلك بقليل على طابع «أبو الهول»، صدرت طوابع عيد الميلاد في شكل كتيب طوابع في أجزاء من 20 جزءًا.
في عام 1937، أصدرت النمسا «طابعي تهنئة بعيد الميلاد» يحملان وردة وعلامات الأبراج. في عام 1939، أصدرت البرازيل أربعة طوابع شبه بريدية بتصاميم تحمل صور الملوك الثلاثة ونجمة، وملاك وطفل، والصليب الجنوبي وطفل، وأم وطفل. وفي عام 1941 أصدرت المجر أيضاً طوابع شبه بريدية كانت رسومها الإضافية لدفع تكاليف «عيد الميلاد للجنود». كانت أول الطوابع التي صورت ميلاد المسيح هي إصدار المجر لعام 1943. كانت هذه كلها إصدارات لمرة واحدة، وكانت أشبه بطوابع تذكارية أكثر من كونها إصدارات عادية.
لم تظهر طوابع عيد الميلاد مرة أخرى حتى عام 1951، عندما أصدرت كوبا تصاميم تحمل زهور بنت القنصل والأجراس، تلتها هايتي في عام 1954، ثم لوكسمبورج وإسبانيا في عام 1955، وأستراليا وكوريا الجنوبية وليختنشتاين في عام 1957. وفي حالات مثل أستراليا، كان الإصدار هو الأول لما أصبح تقليدًا سنويًا. أخذت العديد من الدول الأخرى بهذه الممارسة خلال عقد الستينيات، بما في ذلك الولايات المتحدة في عام 1962 والمملكة المتحدة في عام 1966.
وبحلول عقد التسعينيات من القرن العشرين، كانت حوالي 160 إدارة بريدية تصدر طوابع عيد الميلاد، ومعظمها على أساس سنوي. وتشكل الدول الإسلامية أكبر مجموعة من الدول غير المشاركة، على الرغم من أن السلطة الفلسطينية أصدرت طوابع عيد الميلاد منذ عام 1995.

## معرض صور

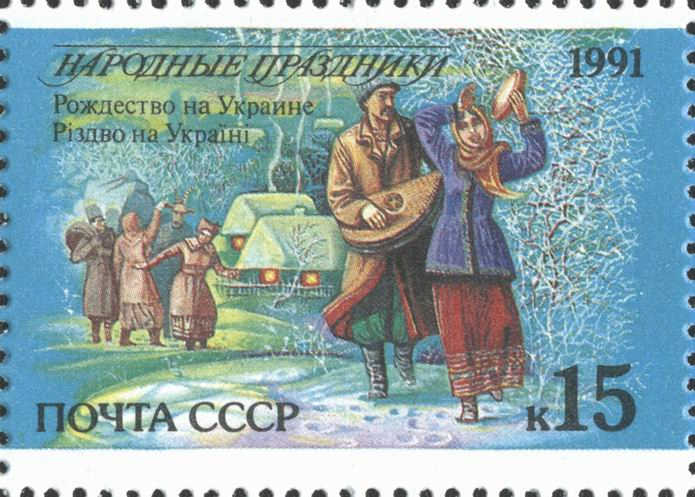
طابع روسي صدر عام 1991
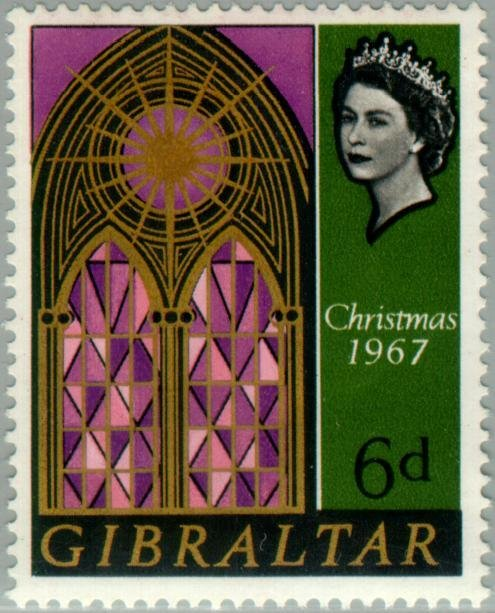
اعياد الميلاد في بريطانيا 1967
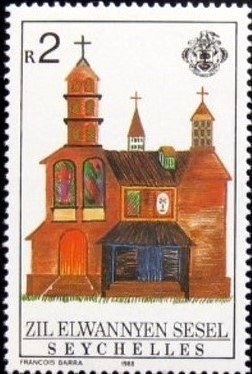
اعياد الميلاد في عام 1988
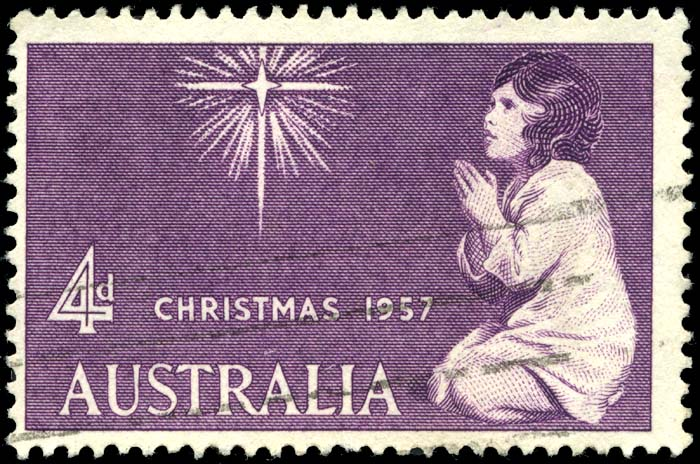
اعياد الميلاد في استراليا 1957
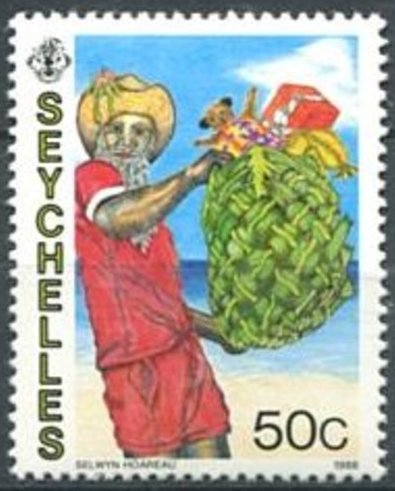
اعياد الميلاد في عام 1988